# Петра Чубонова
Пе́тра Чу́бонова (чеськ. Petra Čuboňová, поширена неправильна транслітерація Кубонова; нар. 1 січня 1982, Брунталь) — чеська фотомодель.
Народилася у Мораво-Сілезькому краю, у місті Брунталь, навчалася в школі, потім в гімназії, яку закінчила у 2000 році. Брала участь у кількох конкурсах краси:
- Miss Praha Open 2003 (переможниця)
- «Міс Чехія 2003» (фіналістка, переможець півфіналу — «Міс Північна Моравія»)[2]
- Miss Bikini International 2006 (четверте місце)

Зараз мешкає в Іспанії, у місті Віго.